# 수학의 정석
《수학의 정석》(数学의 定石)은 홍성대가 집필한 수학 참고서적으로, 대한민국의 고등학교 수학 교과 과정을 담고 있다. 1966년 8월 31일에 초판이 발행되었으며, 지금도 같은 이름으로 발행되고 있다. 현재는 성지출판에서 발행하고 있다. 50주년을 맞이한 2016년까지 4,500만 부 이상의 수학의 정석 시리즈가 팔렸다. 전라북도 정읍시 태인면에는 저자 홍성대의 고향이 그 곳임을 알리기 위해 '수학정석길'이라는 도로명이 제정되어 있다.

## 시리즈
다음과 같이 개편되었다.
- 수학의 정석: 공통수학
- 수학의 정석: 수학 I
- 수학의 정석: 수학 II

다음과 같이 개편되었다.
- 수학의 정석: 기본수학 (공통, 수I)
- 수학의 정석: 공통수학
- 수학의 정석: 수학 I
- 수학의 정석: 수학 II

다음과 같이 개편되었다.
- 수학의 정석: 기본공통수학
- 수학의 정석: 기본수학I
- 수학의 정석: 공통수학
- 수학의 정석: 수학 I
- 수학의 정석: 수학 II

다음과 같이 개편되었다.
- 수학의 정석: 수학 I(상) (기본편, 실력편)
- 수학의 정석: 수학 I(하) (기본편, 실력편)
- 수학의 정석: 수학 II (실력편)

5차 교육과정에 맞추어져, 다음과 같이 개편되었다.
- 수학의 정석: 일반수학 (기본편, 실력편)
- 수학의 정석: 수학 I (기본편, 실력편)
- 수학의 정석: 수학 II(상) (기본편, 실력편)
- 수학의 정석: 수학 II(하) (기본편, 실력편)

6차 교육과정에 맞추어져, 다음과 같이 개편되었다.
- 수학의 정석: 공통수학 (기본편, 실력편)
- 수학의 정석: 수학 I (기본편, 실력편)
- 수학의 정석: 수학 II (기본편, 실력편)

7차 교육과정에 맞추어져, 다음과 같이 개편되었다. 교육과정 개편 초기에 출간되었던 이산수학편은 이듬해에 절판되었다.
- 수학의 정석: 수학 10-가 (기본편, 실력편)
- 수학의 정석: 수학 10-나 (기본편, 실력편)
- 수학의 정석: 수학 I (기본편, 실력편)
- 수학의 정석: 수학 II (기본편, 실력편)
- 수학의 정석: 미분과 적분 (기본편, 실력편)
- 수학의 정석: 확률과 통계 (기본편, 실력편)

2008년에는 교육 과정의 개편에 따라 인문 계열(문과)의 학생도 미적분을 배워야 한다. 이에 따라 새로운 교육과정의 변화에 맞추어 새로운 판을 냈다.
- 수학의 정석: 수학(상) (기본편, 실력편)
- 수학의 정석: 수학(하) (기본편, 실력편)
- 수학의 정석: 수학 I (기본편, 실력편)
- 수학의 정석: 미적분과 통계 기본 (기본편, 실력편)
- 수학의 정석: 수학 II (기본편, 실력편)
- 수학의 정석: 적분과 통계 (기본편, 실력편)
- 수학의 정석: 기하와 벡터 (기본편, 실력편)

2009 개정 교육과정에 맞추어져 다음과 같이 개편됨에 따라 행렬에 관련된 단원 이 삭제된 것이 특징이며, 인문 계열(문과)의 학생은 초월함수를 배우지 않고 자연 계열(이과)의 학생만 배운다.
- 수학의 정석: 수학 I (기본편, 실력편)
- 수학의 정석: 수학 II (기본편, 실력편)
- 수학의 정석: 확률과 통계 (기본편, 실력편)
- 수학의 정석: 미적분 I (기본편, 실력편)
- 수학의 정석: 미적분 II (기본편, 실력편)
- 수학의 정석: 기하와 벡터 (기본편, 실력편)

2015 개정 교육과정에 맞추어져 다음과 같이 개편되었다. (자세한 내용은 2015 개정 교육과정 참조) (총 14권 구성)
현재 수학 (상), (하), 그리고 수학 I 까지만 (기본편, 실력편 모두) 발간되었으나, 이후 전편이 개발될 예정이다. (책 종류는 수학의 정석 시리즈 커버에 씌어 있음)
- 수학의 정석: 수학 (상) (기본편, 실력편)
- 수학의 정석: 수학 (하) (기본편, 실력편)
- 수학의 정석: 수학 I (기본편, 실력편) ==> 2009 개정 교육과정의 수학 I이 아니다.
- 수학의 정석: 수학 II (기본편, 실력편) ==> 2009 개정 교육과정의 수학 II가 아니다.
- 수학의 정석: 확률과 통계 (기본편, 실력편)
- 수학의 정석: 미적분 (기본편, 실력편)
- 수학의 정석: 기하 (기본편, 실력편)

## 논란
일본의 수학 참고서 차트식 수학(チャート式)의 구성과 디자인을 표절했다는 논란이 있다. 그러나 저자인 홍성대는 "외국 책하고 내 책을 비교해서 한 페이지라도 같은 것이 있으면 가져와라. 내가 포상을 해준다."라며 표절 의혹을 부인했다. 그러나 대부분의 교과서를 포함한 수학 개념서들이 이 구성에서 크게 벗어나지 않기 때문에, 과한 논란이라는 지적도 있다.